# Taiaroa Head

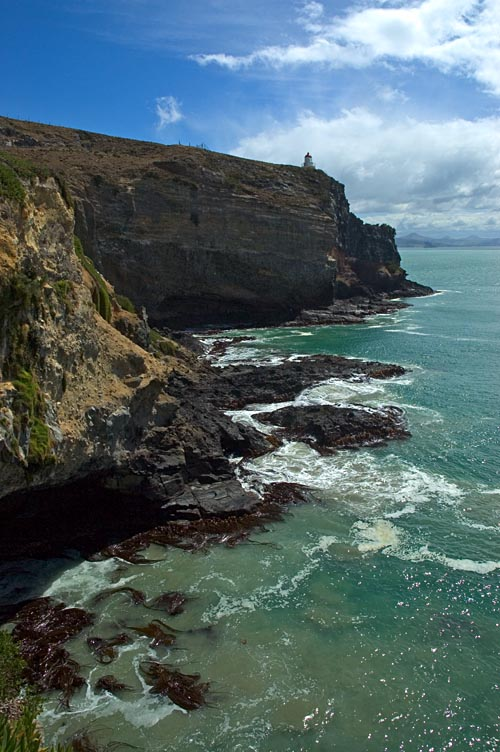
Taiaroa Head

Taiaroa Head é um promontório na extremidade do Porto de Otago na Nova Zelândia. Encontra-se dentro dos limites da cidade de Dunedin. A localidade mais próxima, Otakou, situa-se três quilómetros a sul.
O cabo tem um farol, construído em 1864, e uma colónia de abatrozes-reais-setentrionais, aí formada de forma espontânea a partir da década de 1920 - sendo a única colónia deste género em território continental habitado.